# Franc Miklošič
Franc Miklošič régebbi alakban Fran Miklošič (a korabeli magyar nyelvű forrásokban általában Franz Miklosich alakban szerepel) (Pichelberg, 1813. november 28. – Bécs, 1891. március 7.) szlovén filológus, a szláv tanulmányok nyelvész professzora.

## Életrajza
Franc Miklošič Radomerščakban született, közel az Alsó-stájerországi Ljutomer városhoz az akkori Osztrák Császárság területén. Szülőfaluja csupán tíz kilométerre helyezkedik el az ezeréves Magyarország határától. Szülei Jurij Miklošič és Marija Zobovič szőlőművesek voltak.
A gimnázium befejezése után, a Grazi Egyetem hallgatója volt, itt 1838-ban doktorált filozófiából. A doktori fokozat megszerzése után egy ideig professzorként tanított grazi egyetemen, majd a bécsi egyetemen tanult jogot, ahol 1840-ben szerezte meg a jogi képesítést. Tanulmányai alatt nagy hatással volt rá Jernej Kopitar munkássága, ezért a jogi pályával felhagyott, hátralévő életét a szlavisztikának szentelte.
1844 és 1862 között a bécsi császári könyvtárban dolgozott. 1844-ben jelent meg Franz Bopp Összehasonlító nyelvtan c. könyvről írt recenziója, amellyel felhívta magára a bécsi akadémikusok figyelmét. Publikációja egy hosszú út kezdete volt, amely forradalmi változást hozott a szláv nyelvek tanulmányában.
1849-ben a bécsi egyetem által alapított Szláv Tanszék professzora, majd dékánja lett. 1854-1855 között a bécsi egyetem lektora. Mindemellett tagja volt a bécsi Akadémiának, illetve a francia Akadémiának, az Académie des inscriptions et belles-lettres-nek.
1848-ban, a népek tavaszán Miklošič aktív résztvevőként tevékenykedett a szlovén nemzeti mozgalomban. Ő volt az elnöke a Grazban és Bécsben tanuló diákok által alapított Slovenija nevű politikai társulásnak. Matija Majarral és Lovra Tomannal közösen dolgozták ki, és írták meg azt az alaposan kidolgozott politikai követelést a Zedinjena Slovenija (Egyesült Szlovén Királyság) megalakulása érdekében.
A forradalmi kudarc után Miklošič ismét a tudomány felé fordult, és felhagyott a politizálással.

## Művei
- Lexicon linguae slovenicae veteris dialecti (slovnica starega narečja slovanskega jezika)
- Lexicon Palaeoslovenico-graeco-latinum (staroslovansko-grško-latinski slovar)
- Vergleichende Grammatik der slavischen Sprachen (primerjalna slovnica slovanskih jezikov)
- Vergleichende Formenlehre der slavischen Sprachen (primerjalna morfologija slovanskih jezikov)
- Monumenta Serbica Spectantia Historiam Serbiae, Bosniae, Ragusii (srbski spomeniki, zgodovinski izsledki o Srbiji, Bosni in Dubrovniku)
- Etymologisches Wörterbuch der slavischen Sprachen (etimološki slovar slovanskih jezikov)
- Über die Mundarten und Wanderungen der Zigeuner Europas (o narečjih in selitvah evropskih Romov)